# 3DNow!
3DNow! — устаревшее расширение набора инструкций x86, разработанное компанией Advanced Micro Devices. Оно добавляет дополнительные SIMD-инструкции к базовому набору инструкций x86, позволяя выполнять обработку векторных операций с плавающей точкой с использованием векторных регистров, что повышает производительность многих приложений с интенсивной графикой. Первым микропроцессором, реализовавшим 3DNow, стал AMD K6-2, который был представлен в 1998 году. При использовании инструкций в подходящих задачах скорость обработки повышалась в 2-4 раза.
Технология 3DNow! ввела 21 новую команду процессора и возможность оперировать 32-битными вещественными типами в стандартных MMX-регистрах. Также были добавлены специальные инструкции, оптимизирующие переключение в режим MMX/3DNow! (femms, которая заменяла стандартную инструкцию emms) и работу с кэшем процессора. Таким образом технология 3DNow! расширяла возможности технологии MMX, не требуя введения новых режимов работы процессора и новых регистров.
Начиная с микроархитектуры Bulldozer расширение не поддерживается (за исключением команды prefetch).

## Проверка поддержки3DNow!процессором
Перед началом работы с расширением 3DNow! следует убедиться, что ЦП их поддерживает. Для этого используется инструкция CPUID. Общий порядок действий при проверке выглядит следующим образом:
1. Убедиться, что процессор поддерживает инструкцию CPUID. Если нет, то ЦП не поддерживает и 3DNow!.
2. Выполнить инструкцию cpuid со значением EAX = 0 — это необходимо для следующего шага.
3. Выполнить CPUID со значением EAX = 80000000h. Если после выполнения инструкции в EAX будет значение меньше 1, то 3DNow! не поддерживается.
4. Выполнить CPUID с EAX = 80000001h. Если после выполнения бит 31 регистра EDX будет установлен в 1, то 3DNow! поддерживается. Иначе — нет.

## Инструкции 3DNow!
- PAVGUSB — вычисление среднего 8-битовых целых значений
- PI2FD — перевод 32-битных целых в вещественные числа
- PF2ID — перевод вещественных в 32-битные целые числа
- PFCMPGE — сравнение вещественных чисел, больше или равно
- PFCMPGT — сравнение вещественных чисел, больше
- PFCMPEQ — сравнение вещественных чисел, равно
- PFACC — накопление суммы вещественных чисел
- PFADD — сложение вещественных чисел
- PFSUB — вычитание вещественных чисел
- PFSUBR — обратное вычитание вещественных чисел
- PFMIN — нахождение минимума вещественных чисел
- PFMAX — нахождение максимума вещественных чисел
- PFMUL — умножение вещественных чисел
- PFRCP — нахождение приближённого значения обратной величины вещественных чисел (1/x)
- PFRSQRT — нахождение приближённого значения, обратного от квадратного корня (1/sqrt(x)) вещественных чисел
- PFRCPIT1 — первый шаг вычисления значения, обратного (1/x) вещественных чисел
- PFRSQIT1 — первый шаг вычисления значения, обратного от квадратного корня (1/sqrt(x)) вещественных чисел
- PFRCPIT2 — второй шаr вычисления значения, обратного или обратного от квадратного корня вещественных чисел
- PMULHRW — умножение 16-битных целых чисел с округлением
- FEMMS — быстрое переключение состояния FPU/MMX
- PREFETCH/PREFETCHW — предвыборка строки кэша процессора из памяти
- FEMCA — нахождение интегрального вектора

## Процессоры, поддерживающие 3DNow!
- начиная с AMD K6-2 и до Phenom X6 включительно; из современных процессоров AMD инструкции 3DNow! не поддерживают процессоры с архитектурой Bulldozer, AMD Fusion и Zen.
- National Semiconductor Geode GX2, AMD Geode GX/LX/NX
- VIA C3/CoreFusion/Eden
- IDT WinChip 2